# Фрайберг-ам-Неккар

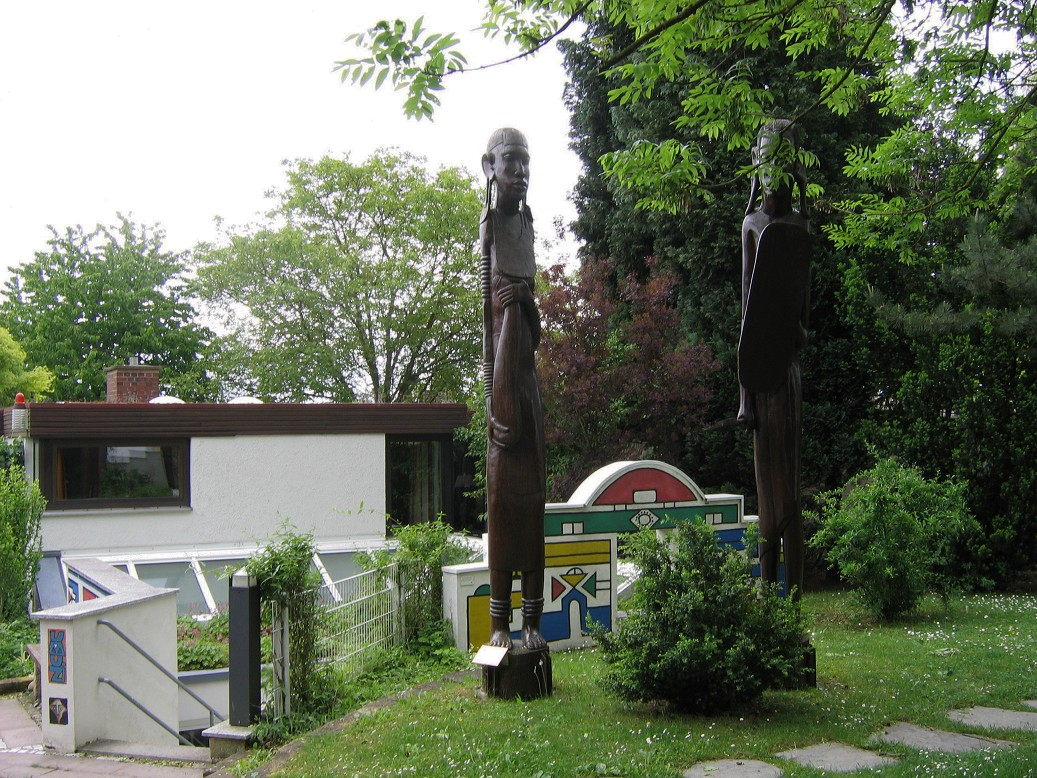
Фрайберг-ам-Неккар

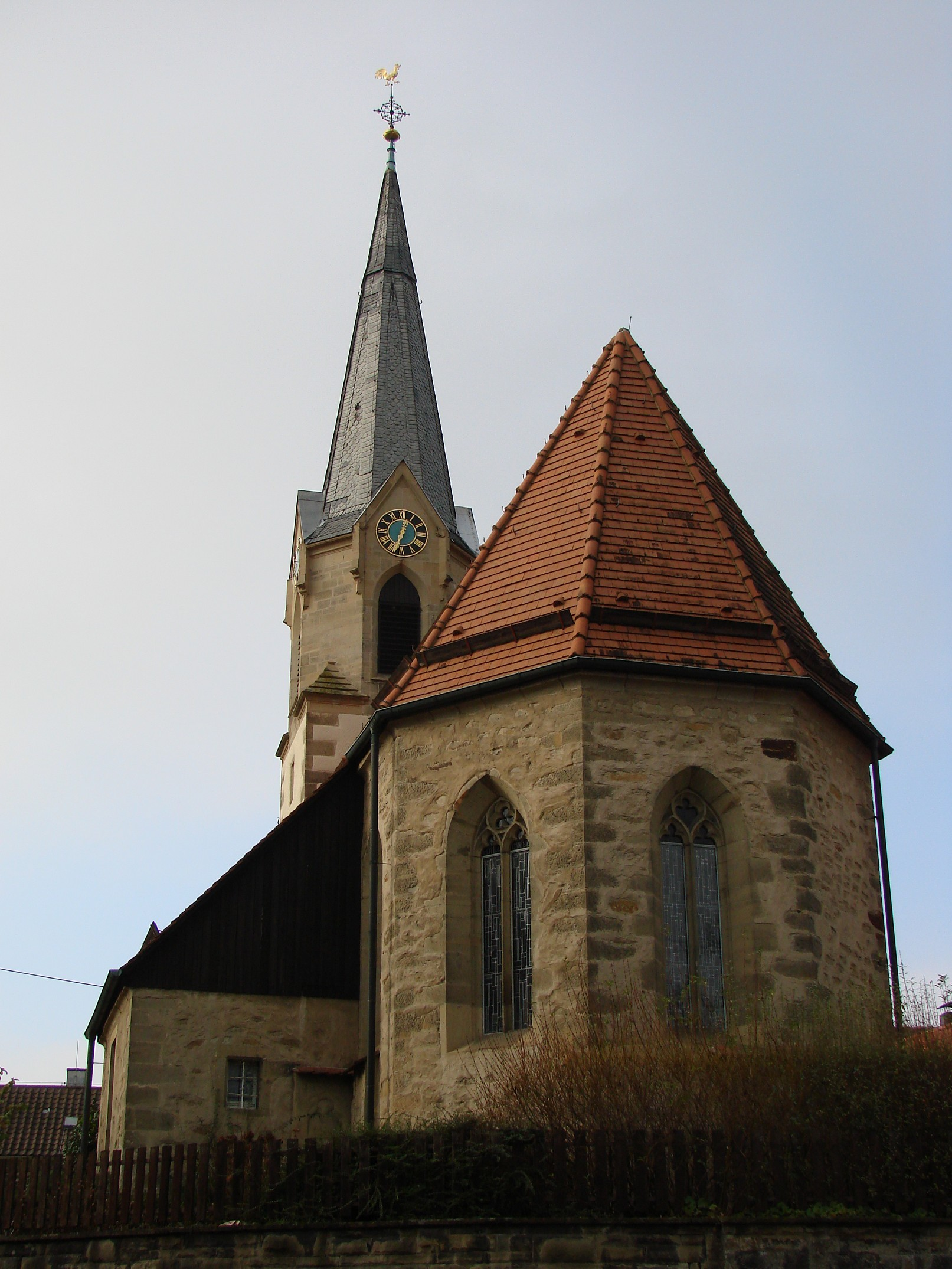
Фрайберг-ам-Неккар

Фрайберг-ам-Неккар (нем. Freiberg am Neckar) — город в Германии, в земле Баден-Вюртемберг. 
Подчинён административному округу Штутгарт. Входит в состав района Людвигсбург.  Население составляет 15 702 человека (на 31 декабря 2010 года). Занимает площадь 13,14 км². Официальный код  —  08 1 18 078.